# Talsperre Les Království

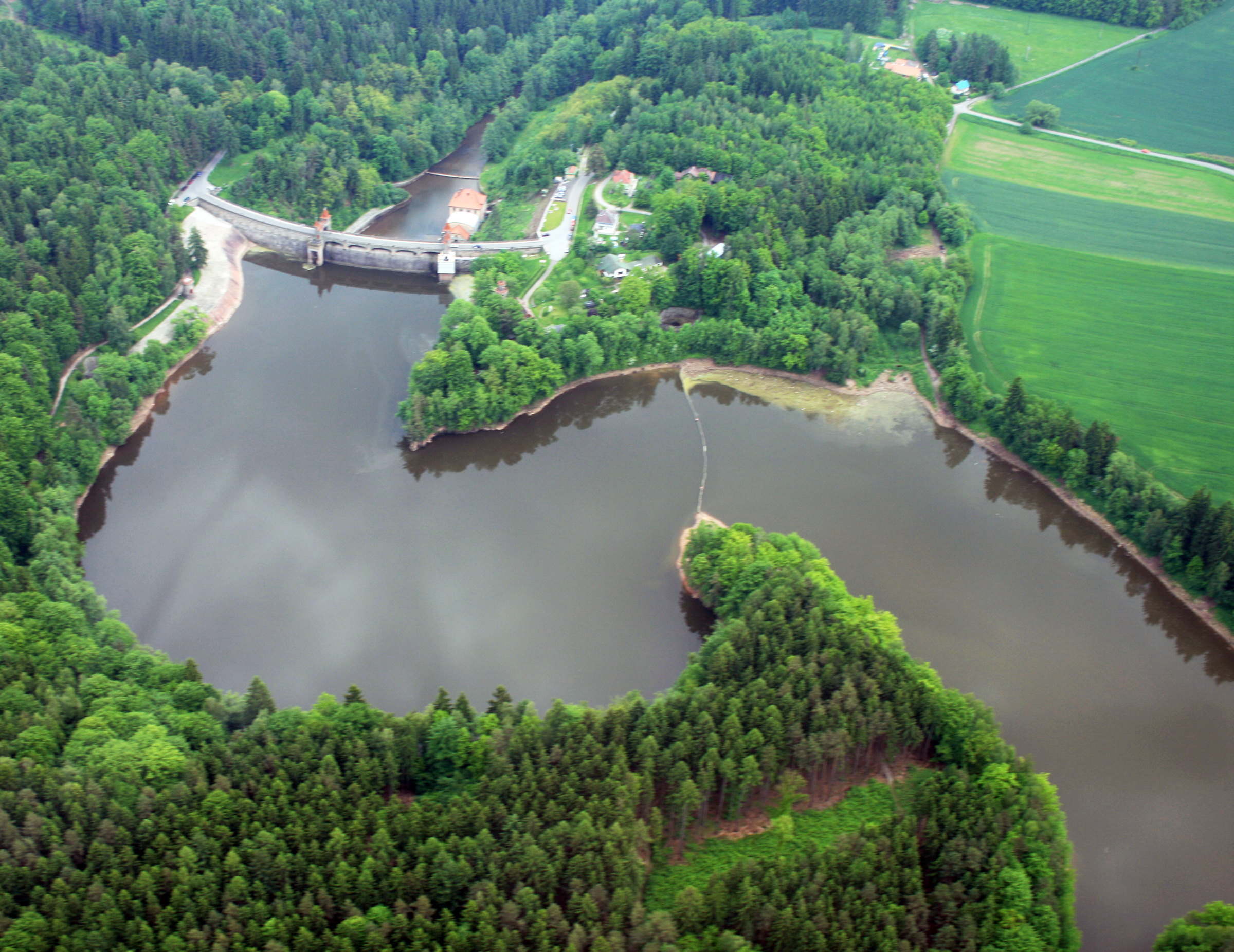
Luftaufnahme der Talsperre Les Království

Die Talsperre Les Království (deutsch: Talsperre Königreichwald), auch als Talsperre Těšnovská bzw. Talsperre Bílá Třemešná bezeichnet, ist eine Stauanlage am Oberlauf der Elbe in Tschechien, die dem Hochwasserschutz und der Energiegewinnung dient. Die Talsperre in neogotischer Architektur sowie ihre Nebenbauten wurden von 1910 bis 1920 erbaut. 1964 wurde sie zum Technischen bzw. 2010 zum Nationalen Kulturdenkmal erklärt.
Die Talsperre befindet sich vier Kilometer flussaufwärts von Dvůr Králové nad Labem im Durchbruchstal der Elbe durch den Kocléřovský hřbet zwischen den Dörfern Nemojov und Bílá Třemešná im Königreichwald.

## Anlage
Die gesamte Anlage ist in neogotischem Stil errichtet und besteht aus
- der Staumauer mit einer befahrbaren Straße
- zwei Torbauten, die sich über den Wassereinläufen befinden. Die beiden Torbauten weisen jeweils zwei Ziertürmchen auf, ein kleines mit spitzem Kegeldach über dem Wassereinlauf und ein großes mit spitzem Walmdach.
- dem Talsperrenwärterhaus mit einem als Bergfried gestalteten Turm am rechten Elbufer
- einem weiteren kleineren Turm am linken Elbufer und
- einem Generatorenhaus am Fuß der Staumauer.

Die Türme am rechten und linken Ufer sind mit Zinnen gekrönt. Der 218 m lange und 41,1 m hohe Damm ist eine Gewichtsstaumauer aus Königinhofer Sandstein, die am Dammfuß eine Breite von 37 m und auf der Dammkrone eine von 7,2 m aufweist.

## Geschichte
Infolge des Elbhochwassers vom Juli 1897 entstanden Pläne zur Errichtung von Hochwasserschutzanlagen zwischen dem Riesengebirge und Pardubice. Als Standorte für zwei Talsperren wurde neben Krausebauden im Riesengebirge noch Weiß Tremeschna im Königreichwald vorgesehen. Hier hatte sich bei dem Jahrhunderthochwasser eine Wassermenge von 550 m³ pro Sekunde durch das enge Elbtal gewälzt und schwere Überschwemmungen in der ostböhmischen Ebene verursacht.

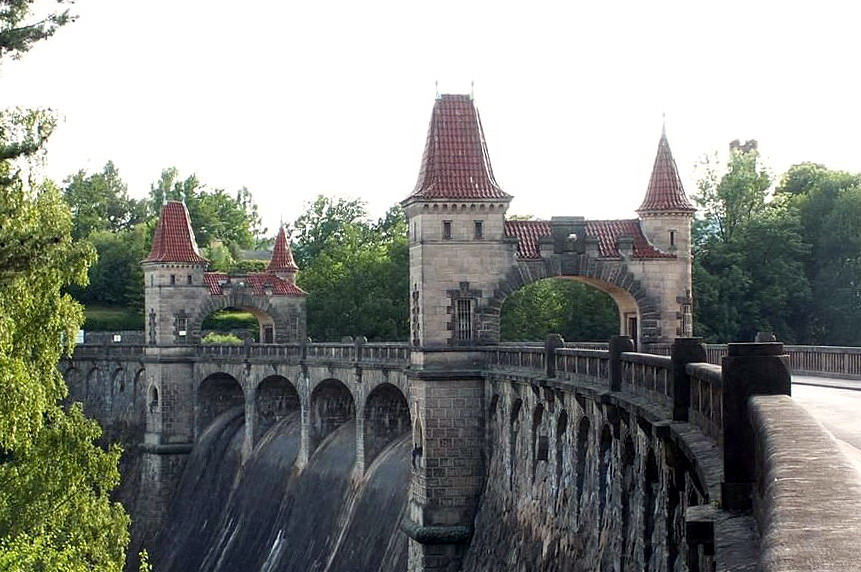
Damm der Talsperre vom linken Elbufer

Neben dem Hochwasserschutz sollte die Anlage gleichzeitig der Erzeugung von Elektroenergie und als Wasserreservoir für Trockenzeiten dienen. 1903 begann der Ingenieur Josef Plicka mit seinen Planungen für eine Talsperre Weiß Tremeschna/Přehrada Bílá Třemešná. 1910 war der Baubeginn durch die Prager Firma Volflík und ein Jahr später begann das Unternehmen Reidlich & Berger mit der Errichtung der Krausebauden-Talsperre/Labská Přehrada. Mit der Talsperre wurde die zur Papierfabriks- und Verlagsgesellschaft Elbemühl gehörige Holzschleiferei Teschnen/Těšnov überflutet.
Der Ausbruch des Ersten Weltkriegs unterbrach 1914 die Arbeiten an dem 4,7 Millionen Österreichische Kronen teuren Projekt. Nach dem Zusammenbruch der K.u.k. Monarchie ließ die neu gegründete Tschechoslowakei 1919 die Arbeiten wieder aufnehmen. Im Jahr 1920 war der Bau der seinerzeit größten Talsperre der Tschechoslowakei vollendet. Die Maschinenanlagen des 1920 begonnenen und 1923 ans Netz gegangenen Wasserkraftwerks mit einer Leistung von 2 × 600 Kilowatt stammen vom Prager Unternehmen Fanta & Jireš.

## Nutzung
Über die Dammkrone führt die örtliche Verbindungsstraße von Bílá Třemešná nach Podháj.
Die Wassertiefe am Damm beträgt 28 m. Die Talsperre staut die Elbe auf einer Länge von 5,1 km und hat eine maximale Wasserfläche von 85 ha. Bei normalem Wasserstand hat der Stausee eine Ausdehnung von 58,6 ha. Das übliche Stauvolumen beträgt 996.500 m³, maximal fasst die Anlage 9.158.600 m³ Wasser.

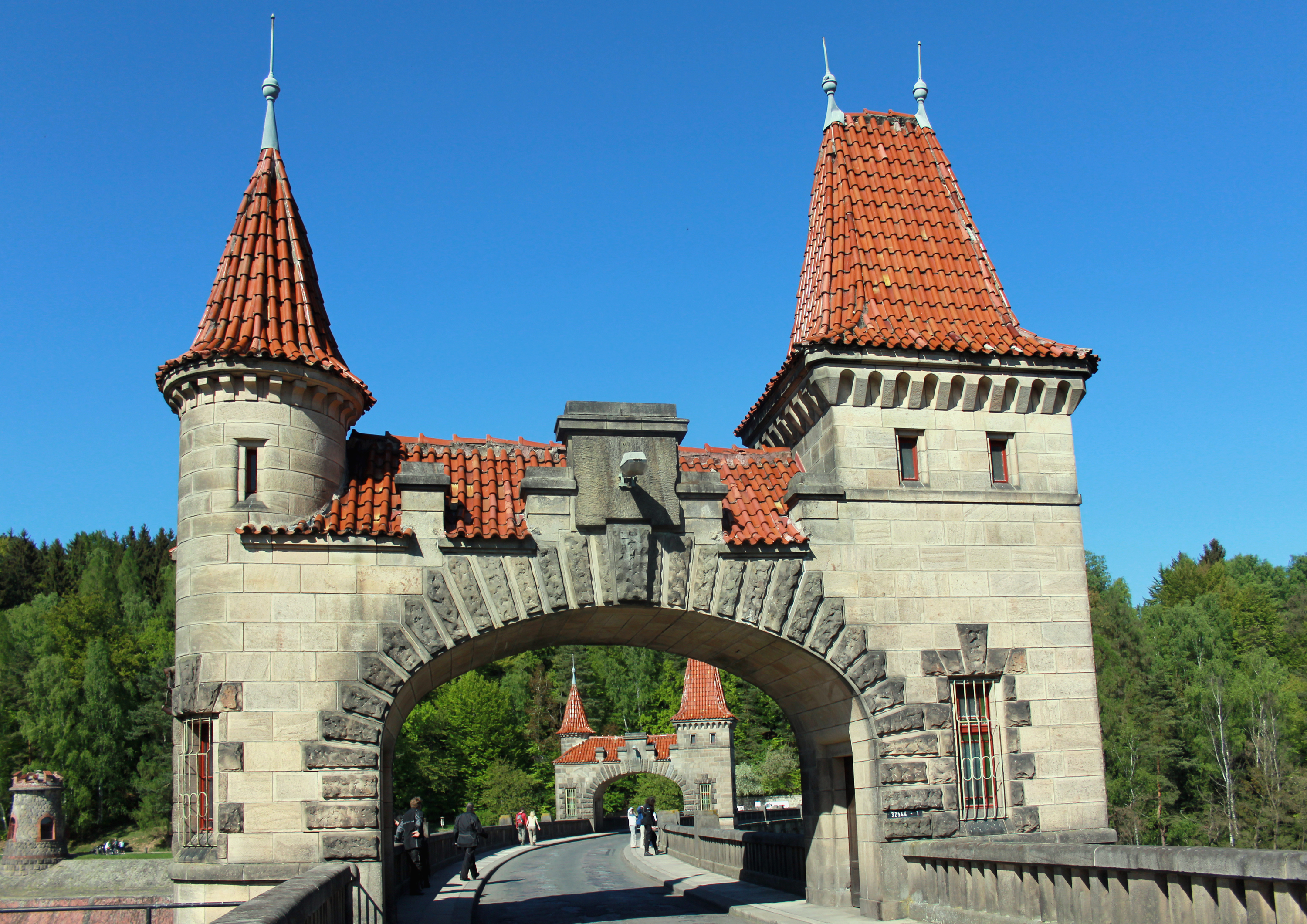
Torbau mit rundem und rechteckigem Türmchen
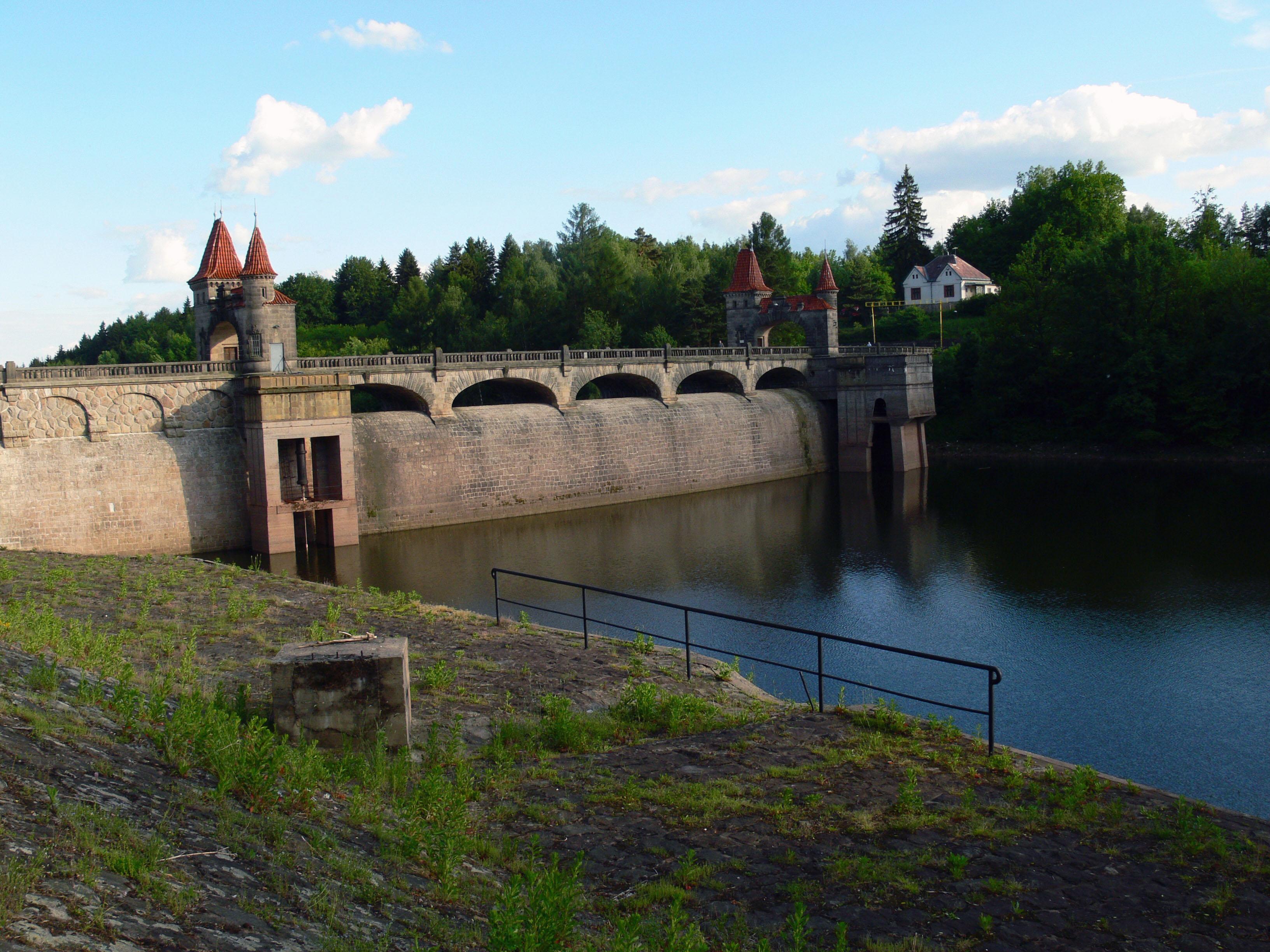
Staumauer mit Wassereinläufen bei niedrigem Wasserstand
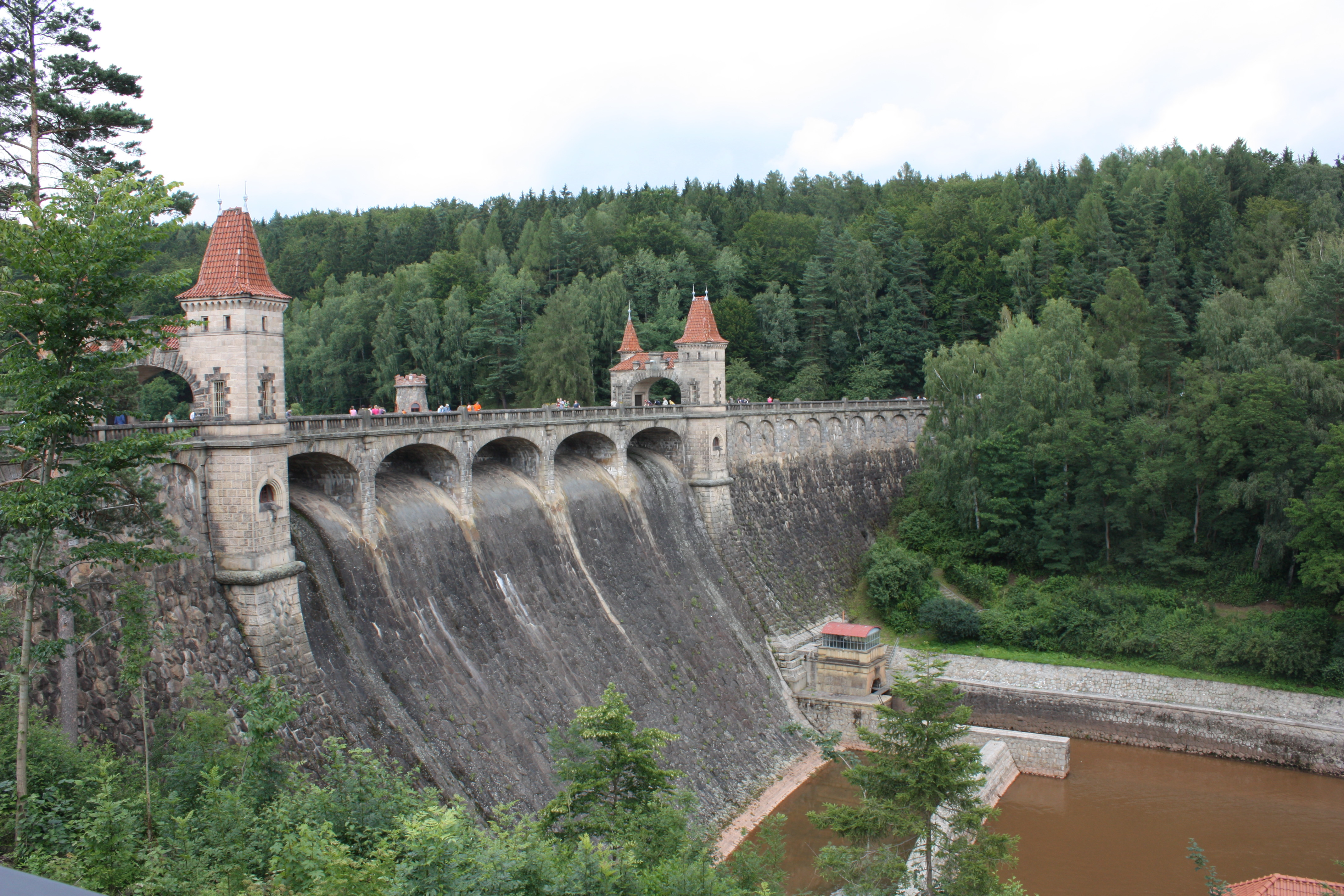
Staumauer mit Überlauf unter der Straßenbrücke
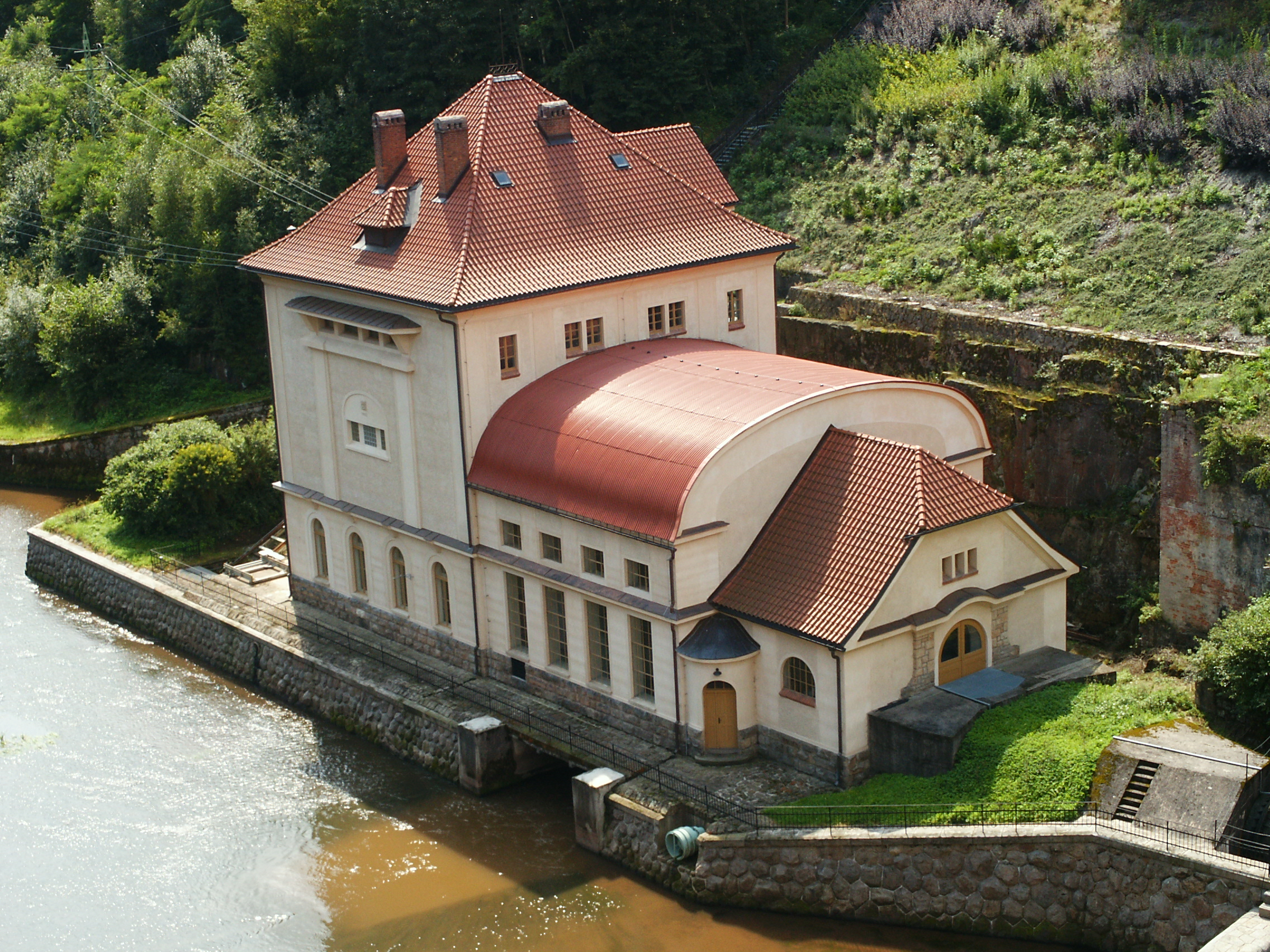
Generatorenhaus am rechten Ufer
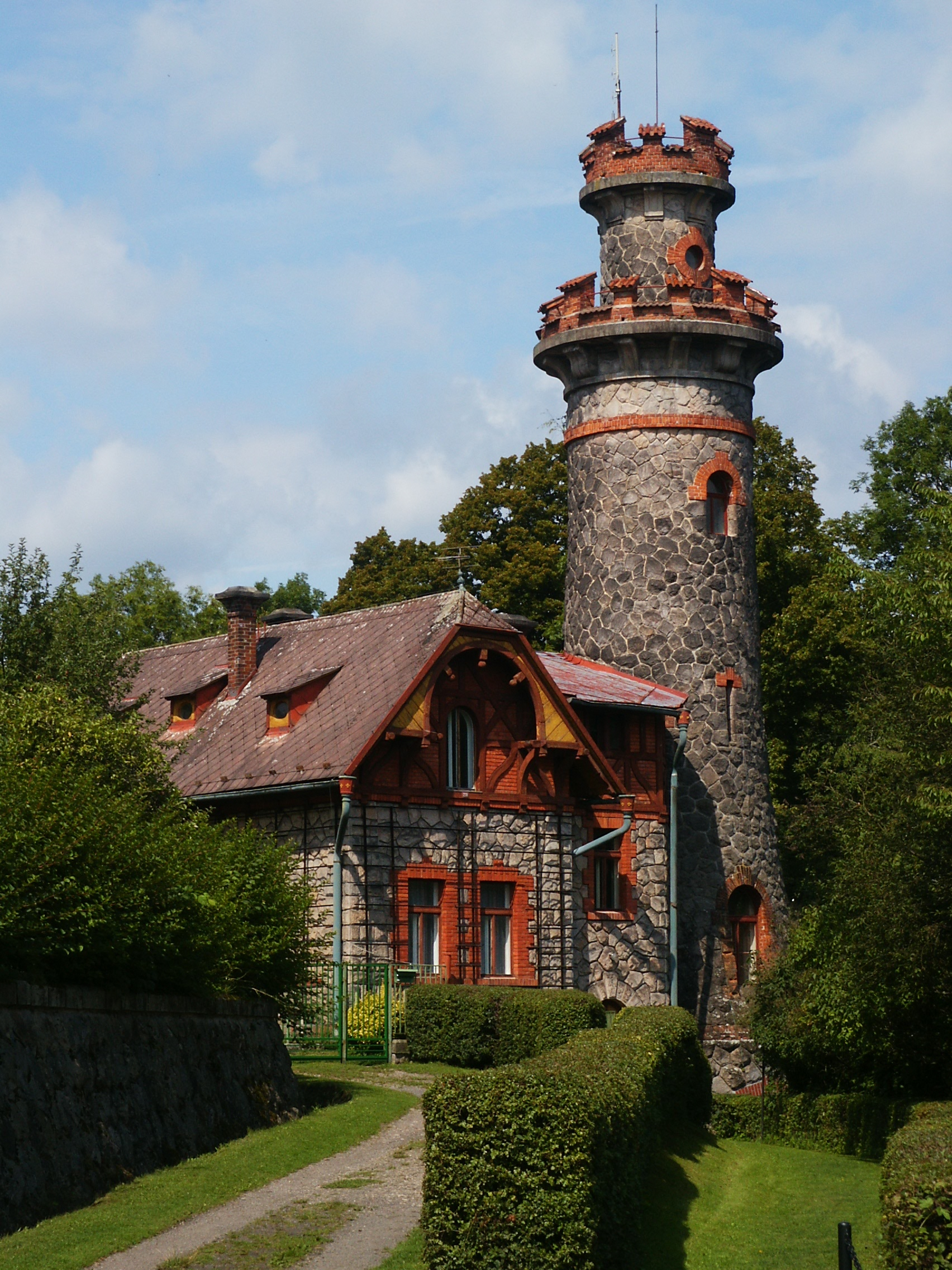
Talsperrenwärterhaus mit Bergfried am rechten Ufer
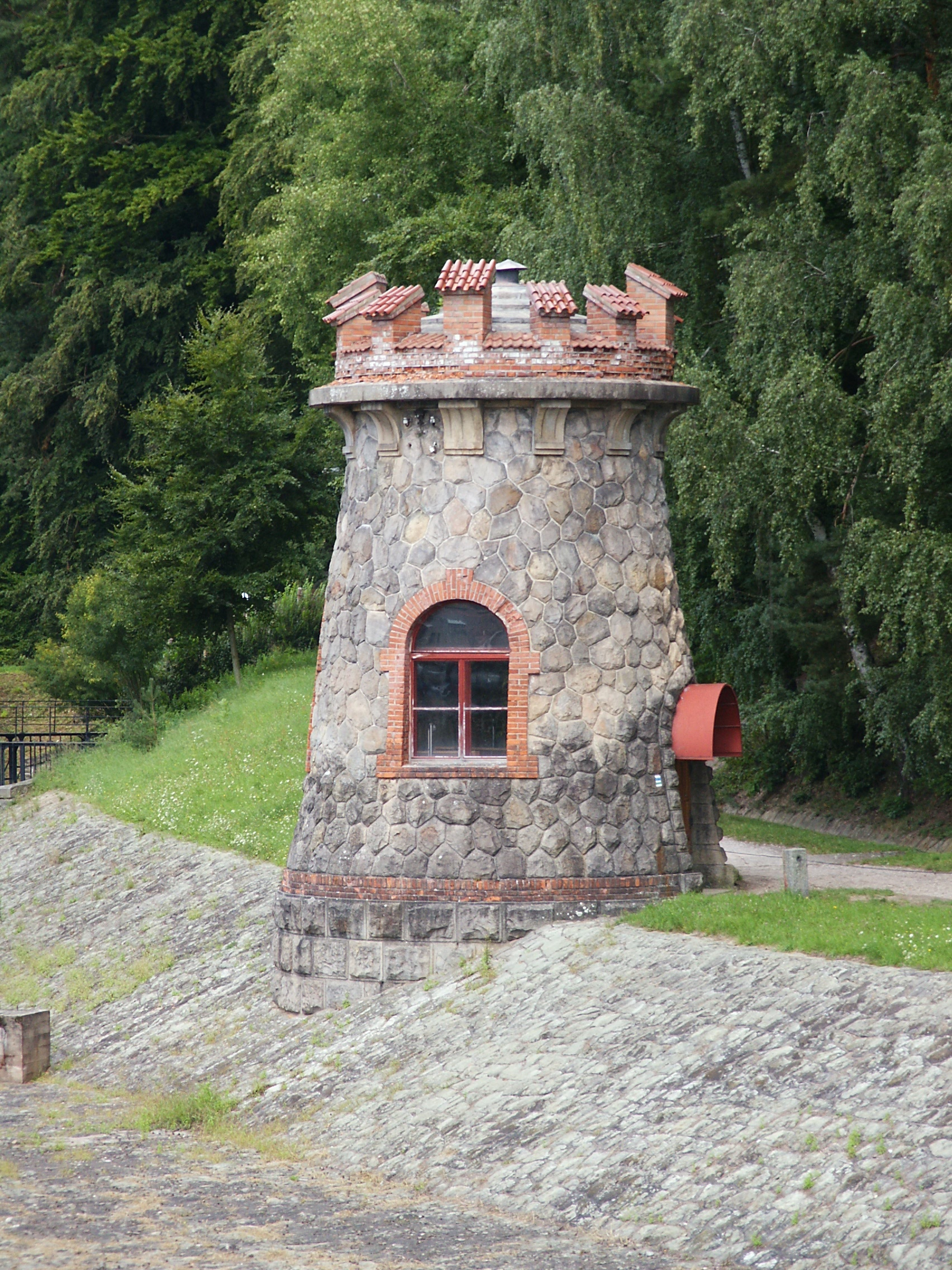
Turm am linken Ufer